# Homaliodendron decompositum
Homaliodendron decompositum là một loài Rêu trong họ Neckeraceae. Loài này được (Brid.) K.A. Wagner miêu tả khoa học đầu tiên năm 1952.